# Almyr Gajardoni
Almyr Gajardoni, com mais de 50 anos de profissão, é um jornalista brasileiro que notabilizou-se por ser um garimpeiro do trabalho legislativo, tendo iniciado a carreira e dela passado boa parte na cobertura do Congresso Nacional e assembléias legislativas.
Reportou, em 1960, a inauguração de Brasília e permaneceu na nova capital nos dez anos seguintes, cavoucando diariamente notícias e reportagens no Congresso. Nessa condição, passou pelo jornal Folha de S.Paulo, Correio da Manhã, Veja, Jornal do Brasil e IstoÉ. Sua última cobertura política foi a morte de Tancredo Neves e os primeiros momentos do governo José Sarney.
Em 1987, fundou e dirigiu por oito anos a revista Superinteressante, da Editora Abril; e, com Jorge Escosteguy, reformou e dirigiu, por um ano e meio, a revista semanal da Fiesp.
Em 2008, coordenou a equipe que selecionou os textos e foi o editor do livro colaborativo "Livro de Todos", uma iniciativa para divulgar a 20ª Bienal Internacional do Livro de São Paulo.
Atualmente Gajardoni é editor da revista D.O. Leitura, da Imprensa Oficial do Estado de São Paulo.

## Obras
- "Idiotas & Demagogos – Pequeno Manual de Instruções da Democracia" (157 págs., Ateliê Editorial, São Paulo, 2002).

- Brasil Selvagem, Palco da Iniciação de Darwin. História Viva, São Paulo, nº 31, p. 20-21, mai. 2006. [Impressões de Charles Darwin sobre o Brasil, durante a viagem do HMS Beagle.][3]

- Editou e selecionou os textos para o Livro de Todos - O Mistério do Texto Roubado (Imprensa Oficial do Estado de São Paulo, São Paulo, 2008, livro coletivo lançado na 20ª Bienal do Livro de São Paulo, em agosto de 2008, com primeiro capítulo de Moacyr Scliar.[4]